# Amblyopsis rosae
Amblyopsis rosae is een straalvinnige vissensoort uit de familie van de blinde baarszalmen (Amblyopsidae). De wetenschappelijke naam van de soort is voor het eerst geldig gepubliceerd in 1898 door Carl H. Eigenmann. Hij noemde de soort Troglichthys rosae naar zijn vrouw Rosa Smith Eigenmann. De soort komt voor in ondergrondse grotten in Zuidwest-Missouri, Noordwest-Arkansas en Noordoost-Oklahoma.